# Sucre (Trujillo)
Sucre is een gemeente in de Venezolaanse staat Trujillo. De gemeente telt 35.000 inwoners. De hoofdplaats is Sabana de Mendoza.